# Chionothremma spectabilis
Chionothremma spectabilis es una especie de polilla del género Chionothremma, tribu Archipini, familia Tortricidae. Fue descrita científicamente por Diakonoff en 1944.

## Distribución
La especie se distribuye por Nueva Guinea.